# Eudorylas meristus
Eudorylas meristus är en tvåvingeart som beskrevs av Skevington 2003. Eudorylas meristus ingår i släktet Eudorylas och familjen ögonflugor.
Artens utbredningsområde är Queensland. Inga underarter finns listade i Catalogue of Life.